# Sverre Sørsdal
Sverre Sørsdal, född 5 augusti 1900 i Hamar, död 21 mars 1996 i Gjøvik, var en norsk boxare.
Sørsdal blev olympisk silvermedaljör i lätt tungvikt i boxning vid sommarspelen 1920 i Antwerpen.